# Famille Ladson
La Famille Ladson est une famille d'origine britannique établie aux États-Unis au XVIIe siècle. Issue d'expatriés venus pour le commerce, elle s'installe dans les années 1670  dans la colonie de Caroline, à Charleston. Rapidement intégrée à l'élite sociale américaine, la famille se distingue par l'acquisition de terres destinées à l'exploitation agricole, notamment des plantations. Les Ladson étaient des marchands et esclavagistes prospères qui dominaient une partie de la Caroline jusqu'à l'abolition de l'esclavage en 1865 aux États-Unis.

## Histoire
La famille Ladson est issue de John Ladson, un  quaker originaire de Brigstock , en Angleterre, qui émigra d'abord à la Barbade, puis en 1679 à Charles Town (aujourd'hui Charleston), où il acquit des terres. John Ladson épousa Mary Stanyarne, native de la Barbade et née vers 1667 de parents britanniques. Bien que décrit comme modeste, Ladson devint un membre influent de l'Assemblée royale de Caroline dans les années 1690. Ses descendants accumulèrent une grande richesse au cours des XVIIIe et XIXe siècles, notamment en tant que grands propriétaires de plantations et détenteurs de centaines d'esclaves.

### Membres notables
- Ursula von der Leyen.[réf. nécessaire]

### Postérité
Un census-designated place de Caroline du Sud porte le nom de Ladson en honneur à cette famille dont James Ladson a été le lieutenant-gouverneur de la région.